# David Monas Maloney
David Monas Maloney (* 15. März 1912 in Littleton, Colorado, USA; † 15. Februar 1995 in Wichita, Kansas, USA) war Bischof von Wichita.

## Leben
David Monas Maloney empfing am 8. Dezember 1936 das Sakrament der Priesterweihe für das Bistum Denver.
Am 5. November 1960 ernannte ihn Papst Johannes XXIII. zum Titularbischof von Ruspae und zum Weihbischof in Denver. Der Apostolische Delegat in den Vereinigten Staaten, Erzbischof Egidio Vagnozzi, spendete ihm am 4. Januar 1961 die Bischofsweihe; Mitkonsekratoren waren der Erzbischof von Denver, Urban John Vehr, und der Bischof von Cheyenne, Hubert Michael Newell.
Maloney nahm an allen vier Sitzungsperioden des Zweiten Vatikanischen Konzils als Konzilsvater teil.
Papst Paul VI. ernannte ihn am 2. Dezember 1967 zum Bischof von Wichita.
Am 16. Juli 1982 trat David Monas Maloney als Bischof von Wichita zurück.